# Малый Любень
Малый Любень (укр. Малий Любінь) — село в Великолюбенской поселковой общине Львовского района Львовской области Украины.
Население по переписи 2001 года составляло 404 человека. Занимает площадь 6,819 км². Почтовый индекс — 81556. Телефонный код — 3231.